# Bundestagswahlkreis Braunschweig
Der Bundestagswahlkreis Braunschweig (Wahlkreis 50) ist ein Wahlkreis für die Wahlen zum Deutschen Bundestag in Niedersachsen und umfasst die kreisfreie Stadt Braunschweig.

## Wahlkreisgeschichte
| Wahl      | Wahlkreisname         | Gebiet                        |
| --------- | --------------------- | ----------------------------- |
| 1949      | 28 Stadt Braunschweig | Kreisfreie Stadt Braunschweig |
| 1953–1961 | 50 Stadt Braunschweig | Kreisfreie Stadt Braunschweig |
| 1965–1998 | 45 Braunschweig       | Kreisfreie Stadt Braunschweig |
| 2002–2005 | 50 Braunschweig       | Kreisfreie Stadt Braunschweig |
| 2009      | 51 Braunschweig       | Kreisfreie Stadt Braunschweig |
| 2013      | 50 Braunschweig       | Kreisfreie Stadt Braunschweig |

## Wahlkreisabgeordnete
| Wahl | Abgeordneter | Abgeordneter           | Partei | Stimmen in % |
| ---- | ------------ | ---------------------- | ------ | ------------ |
| 1949 |              | Otto Arnholz           | SPD    | 39,9         |
| 1953 | 37,1         | Otto Arnholz           | SPD    |              |
| 1957 |              | Hermann Koch           | CDU    | 42,0         |
| 1961 |              | Walter Schmidt         | SPD    | 45,2         |
| 1965 | 47,0         | Walter Schmidt         | SPD    |              |
| 1969 | 54,1         | Walter Schmidt         | SPD    |              |
| 1972 |              | Hermann Oetting        | SPD    | 58,6         |
| 1976 |              | Klaus-Dieter Kühbacher | SPD    | 51,0         |
| 1980 | 51,5         | Klaus-Dieter Kühbacher | SPD    |              |
| 1983 |              | Joachim Clemens        | CDU    | 46,7         |
| 1987 | 43,8         | Joachim Clemens        | CDU    |              |
| 1990 | 44,3         | Joachim Clemens        | CDU    |              |
| 1994 |              | Leyla Onur             | SPD    | 44,6         |
| 1998 | 55,8         | Leyla Onur             | SPD    |              |
| 2002 |              | Carola Reimann         | SPD    | 54,1         |
| 2005 | 51,5         | Carola Reimann         | SPD    |              |
| 2009 | 38,7         | Carola Reimann         | SPD    |              |
| 2013 | 43,6         | Carola Reimann         | SPD    |              |
| 2017 | 38,0         | Carola Reimann         | SPD    |              |
| 2021 |              | Christos Pantazis      | SPD    | 36,7         |
| 2025 | 33,4         | Christos Pantazis      | SPD    |              |

## Wahlergebnisse

### Bundestagswahl 2025
| Kandidaten                                  | Kandidaten                     | Parteien/Listen     | Erststimmen | Erststimmen | Zweitstimmen | Zweitstimmen |
| Kandidaten                                  | Kandidaten                     | Parteien/Listen     | Stimmen     | %           | Stimmen      | %            |
| ------------------------------------------- | ------------------------------ | ------------------- | ----------- | ----------- | ------------ | ------------ |
|                                             | Christos Pantazisgewählt im WK | SPD                 | 51.553      | 33,4        | 34.994       | 22,6         |
|                                             | Carsten Müller                 | CDU                 | 38.158      | 24,7        | 34.958       | 22,6         |
|                                             | Lisa-Marie Jalyschko           | GRÜNE               | 21.984      | 14,3        | 27.788       | 18,0         |
|                                             | Anikó Glogowski-Merten         | FDP                 | 4.462       | 2,9         | 6.151        | 4,0          |
|                                             | Mirco Hanker                   | AfD                 | 20.472      | 13,3        | 20.624       | 13,3         |
|                                             | Leon Huesmann                  | DIE LINKE           | 12.660      | 8,2         | 17.978       | 11,6         |
|                                             | —                              | Tierschutzpartei    | –           | –           | 1.661        | 1,1          |
|                                             | —                              | dieBasis            | –           | –           | 375          | 0,2          |
|                                             | —                              | Die PARTEI          | –           | –           | 871          | 0,6          |
|                                             | Olaf Funke                     | FREIE WÄHLER        | 1.671       | 1,1         | 799          | 0,5          |
|                                             | —                              | Piraten             | –           | –           | 286          | 0,2          |
|                                             | Martin Piepgras                | Volt                | 2.447       | 1,6         | 1.729        | 1,1          |
|                                             | —                              | PdH                 | –           | –           | 145          | 0,1          |
|                                             | Paul Deutsch                   | MLPD                | 250         | 0,2         | 87           | 0,1          |
|                                             | —                              | Bündnis Deutschland | –           | –           | 158          | 0,1          |
|                                             | —                              | BSW                 | –           | –           | 5.966        | 3,9          |
|                                             | Andreas Wolter                 | Einzelbewerber      | 615         | 0,4         | –            | –            |
| Gesamt                                      | Gesamt                         | Gesamt              | 154.272     | 100         | 154.570      | 100          |
|                                             |                                |                     |             |             |              |              |
| Quellen: Die Bundeswahlleiterin, Kandidaten |                                |                     |             |             |              |              |

### Bundestagswahl 2021
| Direktkandidat      | Partei           | Erststimmen in % | Zweitstimmen in % |
| ------------------- | ---------------- | ---------------- | ----------------- |
| Carsten Müller      | CDU              | 22,4             | 18,6              |
| Christos Pantazis   | SPD              | 36,7             | 30,4              |
| Anikó Merten        | FDP              | 7,0              | 10,1              |
| Frank Weber         | AfD              | 5,8              | 5,9               |
| Margaux Erdmann     | GRÜNE            | 20,2             | 24,0              |
| Alper Özgür         | DIE LINKE        | 3,8              | 4,6               |
| -                   | Die PARTEI       | -                | 1,2               |
| -                   | Tierschutzpartei | -                | 1,1               |
| Eike Jankun         | FREIE WÄHLER     | 0,9              | 0,6               |
| -                   | PIRATEN          | -                | 0,6               |
| –                   | NPD              | -                | 0,1               |
| Anna Wolters        | V-Partei³        | 0,5              | 0,2               |
| Klaus Arndt         | ÖDP              | 0,3              | 0,1               |
| Philipp Schwartz    | MLPD             | 0,1              | 0,0               |
| –                   | DKP              | -                | 0,0               |
| Christoph Bedürftig | dieBasis         | 1,2              | 1,0               |
| –                   | du.              | -                | 0,1               |
| Christian Helck     | LKR              | 0,1              | 0,0               |
| -                   | Die Humanisten   | -                | 0,1               |
| –                   | Team Todenhöfer  | -                | 0,5               |
| –                   | Volt             | -                | 0,7               |

### Bundestagswahl 2017
Zur Wahl am 24. September wurden 18 Landeslisten zugelassen. Carola Reimann wurde wiedergewählt, legte jedoch bereits im November 2017 ihr Bundestagsmandat nieder, um niedersächsische Sozialministerin zu werden.
| Direktkandidat         | Partei           | Erststimmen in % | Zweitstimmen in % |
| ---------------------- | ---------------- | ---------------- | ----------------- |
| Carsten Müller         | CDU              | 31,4             | 29,0              |
| Carola Reimann         | SPD              | 38,0             | 26,4              |
| Juliane Krause         | GRÜNE            | 8,0              | 11,8              |
| Cihane Gürtas-Yildirim | DIE LINKE        | 7,6              | 9,3               |
| Ingo Schramm           | FDP              | 5,4              | 10,0              |
| Mirco Hanker           | AfD              | 7,8              | 8,4               |
| –                      | PIRATEN          | –                | 0,6               |
| –                      | NPD              | –                | 0,2               |
| –                      | Tierschutzpartei | –                | 1,0               |
| –                      | FREIE WÄHLER     | –                | 0,3               |
| Paul Deutsch           | MLPD             | 0,2              | 0,1               |
| –                      | BGE              | –                | 0,3               |
| –                      | DiB              | –                | 0,3               |
| –                      | DKP              | –                | 0,0               |
| –                      | DM               | –                | 0,2               |
| –                      | ÖDP              | –                | 0,2               |
| –                      | Die PARTEI       | –                | 1,8               |
| –                      | V-Partei3        | –                | 0,2               |
| Peter Rosenbaum        | BIBS             | 1,6              | –                 |

### Bundestagswahl 2013
Zur Wahl am 22. September wurden 14 Landeslisten zugelassen.
| Direktkandidat                | Partei           | Erststimmen in % | Zweitstimmen in % |
| ----------------------------- | ---------------- | ---------------- | ----------------- |
| Carsten Müller                | CDU              | 35,0             | 34,0              |
| Carola Reimann                | SPD              | 43,6             | 33,6              |
| Florian Bernschneider         | FDP              | 2,3              | 4,4               |
| Gesche Hand                   | GRÜNE            | 7,1              | 12,4              |
| André Patrick Fricke          | DIE LINKE.       | 5,0              | 6,7               |
| Jens-Wolfhard Schicke-Uffmann | PIRATEN          | 2,8              | 2,9               |
| Eckhard Aden                  | NPD              | 0,7              | 0,7               |
| –                             | Tierschutzpartei | –                | 0,9               |
| Paul Deutsch                  | MLPD             | 0,1              | 0,1               |
| Klaus Harig                   | AfD              | 2,7              | 3,6               |
| –                             | pro Deutschland  | –                | 0,1               |
| –                             | REP              | –                | 0,1               |
| Stefan Roßmann                | FREIE WÄHLER     | 0,6              | 0,5               |
| –                             | PBC              | –                | 0,1               |

### Bundestagswahl 2009
| Direktkandidat        | Partei    | Erststimmen | Zweitstimmen |
| --------------------- | --------- | ----------- | ------------ |
| Carola Reimann        | SPD       | 38,7 %      | 27,7 %       |
| Carsten Müller        | CDU       | 34,5 %      | 29,0 %       |
| Florian Bernschneider | FDP       | 5,4 %       | 11,5 %       |
| Helmut Blöcker        | GRÜNE     | 8,7 %       | 14,3 %       |
| Thomas Röver          | Die Linke | 7,8 %       | 9,9 %        |
| Jens-Wolfhard Schicke | PIRATEN   | 3,1 %       | 3,5 %        |
| Andreas Wolf          | NPD       | 0,9 %       | 1,0 %        |
| Sonstige              | Sonstige  | 0,9 %       | 2,0 %        |

### Bundestagswahl 2005
| Direktkandidat | Partei     | Erststimmen | Zweitstimmen |
| -------------- | ---------- | ----------- | ------------ |
| Carola Reimann | SPD        | 51,5 %      | 44,5 %       |
| Carsten Müller | CDU        | 35,3 %      | 28,9 %       |
| Reinhard Zabel | GRÜNE      | 4,6 %       | 9,9 %        |
| Ulrich Klages  | FDP        | 3,0 %       | 8,5 %        |
| Thomas Röver   | Die Linke. | 4,4 %       | 5,6 %        |
| Sonstige       | Sonstige   | 1,3 %       | 2,6 %        |